# À contre-courant
«A Contre-Courant» (en español: «A contra corriente») fue sacado a la venta en octubre del 2003. Este es el séptimo sencillo de la cantante francesa Alizée. Incluye la versión en inglés de la canción "J'ai pas vingt ans", I'm not twenty.

## Formatos y contenido
- Sencillo

1. A contre-courant
2. I'm Not Twenty

- Maxisencillo

1. «A contre-courant» 4:25
2. «A contre-courant» (Azzibo Da Bass Remix) 7:15
3. «A contre-courant» (Steve Helstrip Club Remix) 6:55
4. «A contre-courant» (Azzibo Da Bass Dub) 6:05

- Datos: Q2550812